# ときめいて
「ときめいて」は、1991年8月7日に発売された、西田ひかるの通算12枚目のシングル。発売元はポニーキャニオン。

## 解説
担当ディレクターは長岡和弘。西田はこれまでCMやバラエティ番組などで活躍していたものの、歌手としてはいまひとつ決定打を欠く状況が続いていたため、長岡はシングルA面曲の作家に松本隆と筒美京平を起用する。さらに西田が主演するドラマ『デパート!夏物語』の主題歌にも決定し、プロモーションが展開される。
本作はチャート初登場で7位を記録し、その後も4週連続でTOP10内にチャートイン。西田にとって初、かつ、現時点で唯一のTOP10作品となる。また本作のヒットで大晦日の第42回NHK紅白歌合戦にも初出場を果たす。

## 収録曲
| #         | タイトル                             | 作詞      | 作曲         | 編曲      | 時間  |
| --------- | ------------------------------------ | --------- | ------------ | --------- | ----- |
| 1.        | 「ときめいて」                       | 松本隆    | 筒美京平     | 渡辺格    | 3:31  |
| 2.        | 「キ☆ス」                            | 田口俊    | いしいめぐみ | 上杉洋史  | 4:25  |
| 3.        | 「ときめいて」(オリジナル・カラオケ) |           |              |           | 3:30  |
| 合計時間: | 合計時間:                            | 合計時間: | 合計時間:    | 合計時間: | 11:26 |

## 収録アルバム
ときめいて
- 『Esprit』（#1）
- 『VERY BEST OF HIKARU〜Theme Song, CF Song Collection〜』（#5）
- 『HISTORY〜筒美京平アルティメイト・コレクション 1967〜97 Vol.2』（DISC-4・#11）
- 『MYこれ!クション 西田ひかるBEST』（#12）
- 『音盤社史2〜ポニーキャニオン40周年・うちの息子と同い歳〜アイドル・歌謡曲・キッズ編』（DISC-2・#14）
- 『西田ひかる SINGLESコンプリート』（DISC-1・#11）
- 『Myこれ!Lite 西田ひかる』（#5）
- 『筒美京平 GOLDEN HITSTORY 〜卒業〜』（DISC-2・#11）
- 『筒美京平 Hitstory Ultimate Collection 1967〜1997 2013Edition』（DISC-8・#11）

キ☆ス
- 『Esprit』（#4）